# Нейрогенний шок
Нейрогенний шок - це вид шоку, при якому виникає зниження артеріального тиску та сповільнення серцевого ритму (брадикардія). Таке сполучення пояснюється порушенням вегетативних шляхів спинного мозку. Це може статися внаслідок травми нервової системи, зокрема, травми спинного мозку та черепно-мозкової травми. Низький кров'яний тиск виникає через зниження системного тонусу судин і внаслідок відсутності симпатичного тонусу, що, в свою чергу, призводить до того, кров залишається в судинах кінцівок і не перенаправляються до серця. Уповільнене серцебиття виникає внаслідок некерованої активності  блукаючого нерва, і далі посилюється гіпоксією. Нейрогенний шок може бути потенційно руйнівним ускладненням, що призведе до дисфункції органів і смерті, якщо не буде негайно розпізнаний і не лікуватиметься. Його не можна плутати зі спинальним шоком, який не впливає на циркуляцію крові.

## Ознаки та симптоми
- Миттєва гіпотензія внаслідок раптової, масивної вазодилатації
- Тепла, рум’яна шкіра через розширення судин і неможливість звуження судин.
- Приапізм, також обумовлений вазодилатацією
- У пацієнта  висока імовірність розвитку брадикардії
- Якщо травма нижче C5,  дихання стає діафрагмальним через втрату нервового контролю міжреберних м’язів (необхідних для грудного дихання ).
- Якщо травма вище шийного сегменту С3, у пацієнта буде зупинка дихання відразу після травми через втрату нервового контролю діафрагми.

## Причини
Травма викликає раптову втрату фонової симпатичної стимуляції кровоносних судин. Це змушує їх розслабитися й розширитися, що веде до раптового зниження артеріального тиску (внаслідок різкого падіння периферичного судинного опору ).
Нейрогенний шок є наслідком пошкодження спинного мозку вище рівня 6-го грудного хребця, й виявляється приблизно у половини людей, з травмами спинного мозку протягом перших 24 годин, і зазвичай триває більше одного-трьох тижнів.

## Патофізіологія
Прояви нейрогенного шоку:
- спітніла, прохолодна шкіра
- утруднене дихання
- низький кров'яний тиск
- запаморочення
- тривога
- травми голови або верхнього відділу хребта в анамнезі.
- при травмах голови або шиї може виникнути хрипота чи утруднене ковтання.

Симптоми нейрогенного шоку відрізняються відсутністю ознак компенсаторних механізмів, які забезпечує зазвичай симпатична нервова система шляхом вивільнення адреналіну та норадреналіну при інших типах шоку. Ознаки дії цих  нейромедіаторів, а саме, часте серцебиття, пришвидшене дихання, пітливість, та адаптивне звуження судин для відтоку крові від кінцівок та життєво важливих органів, при шоці нейрогенного походження. як правило, відсутні.
При нейрогенному шоці організм втрачає здатність активувати симпатичну нервову систему й залишається лише парасимпатичний тонус, що є причиною згаданих вище нетипових особливостей.

## Лікування
- Дофамін (Інтропін) часто застосовується самостійно або в поєднанні з іншими інотропними засобами.
- Вазопресин (антидіуретичний гормон [АДГ]) [7]
- Окремі вазопресори ( ефедрин, норадреналін ). Фенілефрин може використовуватися в якості лікування першої або другої лінії у людей, які на дофамін адекватно не реагують.
- Атропін вводять при уповільненому серцебитті.[8]